# 伊斯坦布尔历史

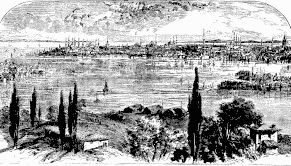

如今称为伊斯坦布尔的这座城市，成为人类定居点已经有大约三千年的历史了。这个定居点，其最早已知的名字是莱戈斯,是由色雷斯人部落建立的。 西元前7世纪，希腊人在此建立了殖民地。西元前196年，被罗马共和国征服，称为拜占庭，直到330年，更名为君士坦丁堡，成为罗马帝国的新首都。在古典时代晚期，这座城市成为西方世界规模最大的城市，人口达到近50万的峰值。君士坦丁堡是东罗马帝国的首都，直到1453年君士坦丁堡陷落。此后君士坦丁堡成为奥斯曼帝国的首都。
在中世纪，该城人口曾经下降，但在奥斯曼帝国时期，又达到其历史高峰，在16世纪，这座城市人口已增长至近70万，再次跻身于世界上人口最多的城市之一。1923年土耳其共和国成立时，首都从君士坦丁堡迁往安卡拉（原名安哥拉）。1930年，“伊斯坦布尔”成为该市土耳其语中唯一的官方名称，取代了传统名称君士坦丁堡，在大多数西方语言中也是如此。

## 史前
至少从新石器时代起，人类就生活在现在被称为伊斯坦布尔的地区。最早的已知定居点可追溯到西元前6700年，在2008年在历史半岛位于欧洲一侧的 伊斯坦布尔地铁耶尼卡佩地铁站和马尔马拉隧道的建设工程期间发现。。而安纳托利亚一侧的第一个人类定居点，菲基尔特佩土堆，属于青铜时代，文物可追溯到西元前5500至3500年。 在附近的卡德柯伊（迦克墩）发现了一个可追溯到腓尼基的港口定居点。

## 莱戈斯
这个城市的第一个名字是莱戈斯。 根据老普林尼的历史记载，它和邻近的塞米斯特拉渔村，都是由色雷斯人部落创立的。 迄今为止，只有少数属于莱戈斯的城墙和子结构幸存下来，靠近萨拉基里奥角，即著名的托卡比皇宮所在地。莱戈斯和塞米斯特拉是伊斯坦布尔欧洲一侧唯一的定居点。在亚洲一侧有一个腓尼基殖民地。后来的拜占庭位于莱戈斯的遗址上，因此莱戈斯被认为是伊斯坦布尔的发端。

## 拜占庭
拜占庭（Βυζάντιον，Byzantion，拉丁化作 Byzantium）是这个城市的下一个名字。这个名字被认为起源于色雷斯语或伊利里亚语，因此早于希腊人殖民。 它可能来自色雷斯人或伊利里亚人的人名拜占斯:352ff。在古希腊传说中，国王拜占斯是墨伽拉殖民者的领袖，创建了这座同名的城市拜占斯。
西元前685年，来自墨伽拉的希腊殖民者，选择定居的第一个位置，是迦克墩的莫达角。此后又在国王拜占斯的指挥下，前往博斯普鲁斯海峡欧洲一侧的拜占庭建立殖民地。拜占庭位于古代港口定居点莱戈斯的遗址上 在拜占庭时期，卫城曾经矗立在今天托卡比皇宮的所在地。
这座城市站在佩斯切尼乌斯·奈哲尔一边，反对胜利的塞普蒂米烏斯·塞維魯，在西元196年被 罗马帝国围攻，遭受了巨大的破坏。拜占庭由罗马皇帝塞普蒂米烏斯·塞維魯重建，并迅速恢复了以前的繁荣，一度被皇帝改名为奥古斯塔·安东尼纳，以纪念他的儿子。

## 罗马帝国和东罗马帝国

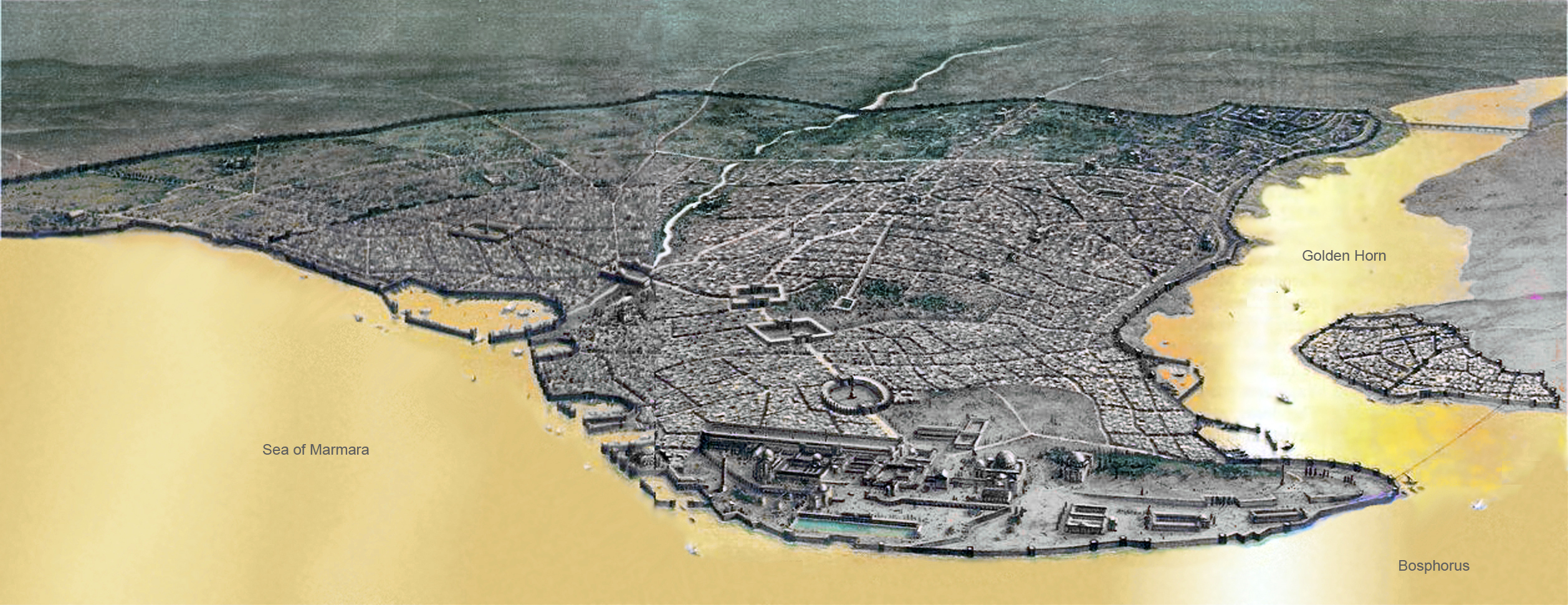

324年，拜占庭的位置吸引了君士坦丁大帝，据说此前一个先知的梦确定了城市的位置; 但这个预言背后的真正原因可能是，君士坦丁在克里索波利斯战役（博斯普鲁斯的于斯屈达尔），最终战胜了李锡尼。324年9月18日，结束了罗马共帝之间的内战，结束了四帝共治制的最后残余，在此期间尼科米底亞（今伊斯坦布尔以东100公里的伊兹密特）是罗马的东都。拜占庭更名为"新罗马"，最后更名为"君士坦丁波利斯"，即"君士坦丁之城"。330年，正式宣布为罗马帝国的新首都。在君士坦丁统治结束的337年，宣布他的三个儿子为罗马帝国的共同继承人。然而，儿子们无法和平地共同治理，他们的军事对抗分裂了帝国，以巴尔干半岛为界。395年，狄奧多西一世（379-395年在位）去世时，领土正式分裂，将帝国的东半部分留给长子阿卡迪乌斯，帝国的西半部分留给次子霍諾里烏斯。
君士坦丁堡成为东罗马帝国的首都。帝国的权力，以及欧洲和亚洲大陆之间的连接点关键位置，使其在商业、文化、外交和战略方面发挥了重要作用。它是希腊世界的中心，在东罗马的大部分时期，它是欧洲最大的城市。君士坦丁在312年皈依基督教，使罗马帝国走向基督教化，381年，狄奧多西一世在位期间，基督教成为罗马帝国的正式国教，使君士坦丁堡成为一个繁荣的宗教中心。
在整个五世纪，罗马帝国的西半部由于政治、经济和社会局势的衰退而丧失了大部分权力，最后一位西罗马皇帝在公元476年被日耳曼雇佣兵废黜；而东半部分仍很繁荣。这个繁荣的东罗马帝国后来被某些历史学家称为拜占庭帝国，以区别于罗马帝国。 这个帝国在文化上明显是希腊的，在东西教会大分裂之后成为东正教的中心，装点了许多宏伟的教堂，其中圣索菲亚大教堂曾经是世界上最大的教堂。东正教的精神领袖君士坦丁堡普世牧首仍然驻扎于此。
最著名的东罗马皇帝是查士丁尼一世（527-565年）。在他统治期间，他把东罗马帝国扩展到最大边界，从巴勒斯坦到西班牙南端。他的其他成就包括著名的圣索菲亚大教堂，以及组织编纂的《查士丁尼法典》。
从7世纪开始，战争使君士坦丁堡的力量在盛与衰之间不断翻转。在七、八世纪之间，东罗马帝国慢慢开始脱离与欧洲的联盟，当时拜占庭和罗马教会在各种问题上意见不一。然而，两个教会之间的显著差异是关于在教堂使用圣像。对于拜占庭基督徒，耶稣、圣母和圣人的圣像，不仅仅是代表，而且相信拥有影响人们日常生活的神圣力量，许多拜占庭人敬禮圣像，同时有许多人反对敬禮圣像，因为他们考验了皇帝的权威。最后在726年，最后在726年，皇帝利奥三世（717-741年在位）下令销毁所有圣像。破坏圣像重新定位了东罗马统治者在帝国的权力。
对圣像的激烈反对，与教宗对圣像的容忍相冲突。教宗不愿意允许摧毁圣像，导致最终的分裂。他们的分离引起了两个教会之间的仇恨，两个教会之间的合作是一场斗争。 
从9世纪到13世纪，君士坦丁堡与一个新兴国家，后来的欧洲大国基辅罗斯形成了复杂的关系。君士坦丁堡在基辅罗斯的发展、文化和政治中扮演了重要角色。许多基辅王子都与东罗马皇帝的女儿结婚，由于这种联系，弗拉基米爾一世·斯維亞托斯拉維奇的基辅罗斯在基督教化后，选择了东正教。然而，这些关系并不总是友好的 - 400年中，君士坦丁堡被基辅王子洗劫了好几次，这迫使君士坦丁堡签署越来越有利于基辅的条约，其文本保存在《往年纪事》等历史文件中。东罗马不断使得基辅、波兰、保加利亚，和当时其他欧洲国家之间互相敌对。
临近1204年时，君士坦丁堡已开始衰落。由于第三次十字军东征的失败，自信的西欧人决定再次尝试，发起对圣城耶路撒冷的第四次十字军东征；但这次他们的计划还要占领东罗马帝国。1204年，西方军队占领了君士坦丁堡，并洗劫了这座城市的宝藏。教宗谴责对君士坦丁堡的洗劫，但命令十字军巩固他们在该市的成果一年。十字军选择鲍德温一世作为新的皇帝；他与其他诸侯和威尼斯人分享帝国；他们从来没有在耶路撒冷这样做。这个在君士坦丁堡的新的拉丁帝国一直持续到1261年，一直持续到1261年，东罗马在米海尔八世的指挥下夺回了这座城市和一些附近的领地。在此之后，君士坦丁堡再也没有重获昔日的辉煌。君士坦丁堡不再是一个繁荣的大都市，而是变成了一堆村落的集合，变成了一个半鬼城，正如伊本·白图泰指出的，在城墙内播种了田地。到1453年，这个城市的人口还不到前人口的十分之一。

## 奥斯曼帝国
这座城市在奥斯曼土耳其语中称为Ḳosṭanṭīnīye ( after 阿拉伯语形式 ) 或伊斯坦布尔（而其基督教少数派继续将其称为君士坦丁堡，就像用法语、英语和其他西方语言书写的人一样），是奥斯曼帝国的首都，从1453年征服到1922年帝国崩溃。
关于伊斯坦布尔这个名字的来源，有两种理论，一种是希腊语"εις την Πόλη" （进城），发音为"is-tin-poli"。另一种认为将君士坦丁堡改名为伊斯坦布尔，可能源自"斯坦布尔"的俄语 & 土耳其语词汇 Κωνσταντινούπολη，发音为"康斯坦蒂努波尔（" "Constantinoupol）。
此外，对于前面以两个辅音，以"s"开头的单词，土耳其人不能正确发音，必须在前面添加一个"i"。因此，土耳其人的 "斯坦布尔" 成为 "伊斯坦布尔"，同样士麦拿（Σμύρνη）成为伊兹密尔。

### 征服

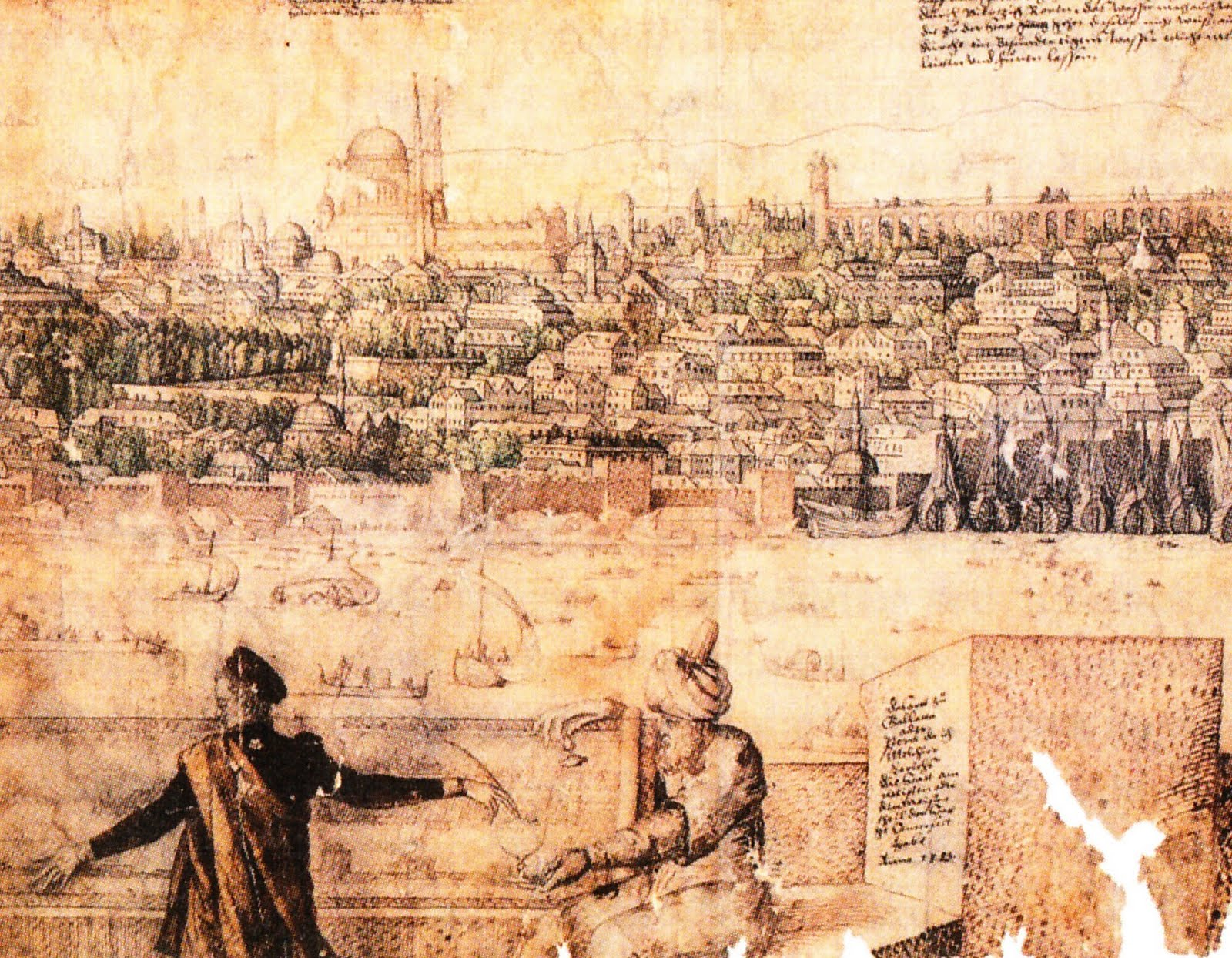
梅尔基奥·洛克：君士坦丁堡的前景（16世纪）

1453年5月29日，经过53天的围攻，大炮在狄奥多西城墙上撕开一个大洞，苏丹征服者穆罕默德二世进入君士坦丁堡。这座城市成为奥斯曼帝国的第三个首都。
穆罕默德于1453年4月6日开始围城。他雇了工程师制造攻城的巨炮和炮弹。他还请学者和伊玛目来鼓励士兵。根据伊斯兰教法，穆罕默德给了东罗马皇帝君士坦丁三次机会投降。 他保证城市居民的安全，连同财富、信仰和荣誉。 君士坦丁勇敢地拒绝了这个提议。
经过一个多月的战斗，穆罕默德的顾问们开始失去希望。穆罕默德不顾他们的反对，继续战斗。在最后一次袭击的前一天晚上，他研究了以前的攻城努力，与可能的成功方法。1453年5月29日上午，苏丹下令召唤祈祷。这不是出于宗教原因的常规祈祷会，而是一种恐吓策略：看到全体奥斯曼军队跪下祈祷，向东罗马军队展示了一种令人生畏的团结，旨在让他们的心理在身体之前先屈服下来。
战斗一直持续了四十八天。当君士坦丁写信给教宗寻求帮助时，城墙已经开始倒塌。作为回应，教宗派出了五艘装满增援、武器和补给品的船只。另一个防御策略是君士坦丁封锁了港口，使奥斯曼军队无法将船只进入港口。穆罕默德让他的人民用橄榄树枝铺成一条小路，把八十艘船拖过陆地，进入敌舰后面的海湾里。在一场海战中，奥斯曼帝国的战舰烧毁了东罗马战舰。 
由于东罗马军队在这次失败后仍然坚持抵抗，苏丹认为是时候使用他的秘密武器，一个巨大的移动塔楼。这座塔可以容纳许多士兵，与城墙在同一高度，使他们容易冲进君士坦丁堡。 进入该城的第一批奥斯曼人几乎立即被杀，其他穆斯林开始撤退。在苏丹的鼓励下，穆斯林在两个地方攻破了城墙，进入了这座城市。在最后一次保卫城市的努力中，君士坦丁举起剑攻击敌人，最终战败被杀。
最后，君士坦丁堡在奥斯曼帝国的统治下。穆罕默德通过现在的托普卡皮门进入君士坦丁堡。他立即骑马去了他下令洗劫的圣索菲亚大教堂。他命令一位伊玛目到那里见他，高呼穆斯林清真言：“萬物非主，唯有真主；穆罕默德，是主使者。” 他将东正教大教堂改为土耳其清真寺，巩固土耳其对君士坦丁堡的统治。
穆罕默德下令对这座城市进行三天的掠夺，在此期间，对该市平民居民的广泛迫害发生，造成数千人伤亡、强奸和强迫驱逐。
洗劫之后，穆罕默德颇为关心重建君士坦丁堡城市的防御，以及增加人口。征服后立即开始建筑工程，包括修缮城墙、建造城堡和建造新宫殿。 穆罕默德在他的帝国中发布命令，要求将穆斯林、基督徒和犹太人重新安置这座城市，在9月前将5000户家庭强制迁到君士坦丁堡.

### 帝国首都
到1459年，苏丹为君士坦丁堡带来繁荣奉献了大量精力。在几个区都分别建立了一所神学院、一所学校（通常与清真寺相连）、一个公共食堂和一座清真寺。 同年，穆罕默德发出命令，允许所有作为奴隶或难民离开君士坦丁堡的希腊人返回。这些行动使它再次成为繁荣的首都城市，现在是奥斯曼帝国的首都。
苏莱曼大帝从1520年到1566年对奥斯曼帝国的统治，是一个艺术和建筑成就辉煌的时期。著名建筑师科查·米馬爾·希南在城市中设计了许多清真寺和其他宏伟的建筑，而奥斯曼的陶艺和书法艺术也很繁荣。
在东罗马帝国的最后阶段，君士坦丁堡的人口逐步下降，使这个伟大的帝国城市陷入其过去荣耀的阴影之中。对穆罕默德二世来说，征服只是第一阶段；下一步使这个古城具有全新的国际化社会结构。剩下的拜占庭人仅有30 000人，大部分遭到驱逐。根据土耳其编年史《阿希克帕沙扎德》，

然后穆罕默德派遣官员到他的所有领土宣告，希望来到君士坦丁堡的人，都可以拥有房屋、果园和花园 ... 虽然有这些措施，城市还是没什么人居住。因此，苏丹下令，用武力强迫迁入富人和穷人的家庭 ... 于是这个城市开始人口众多了。

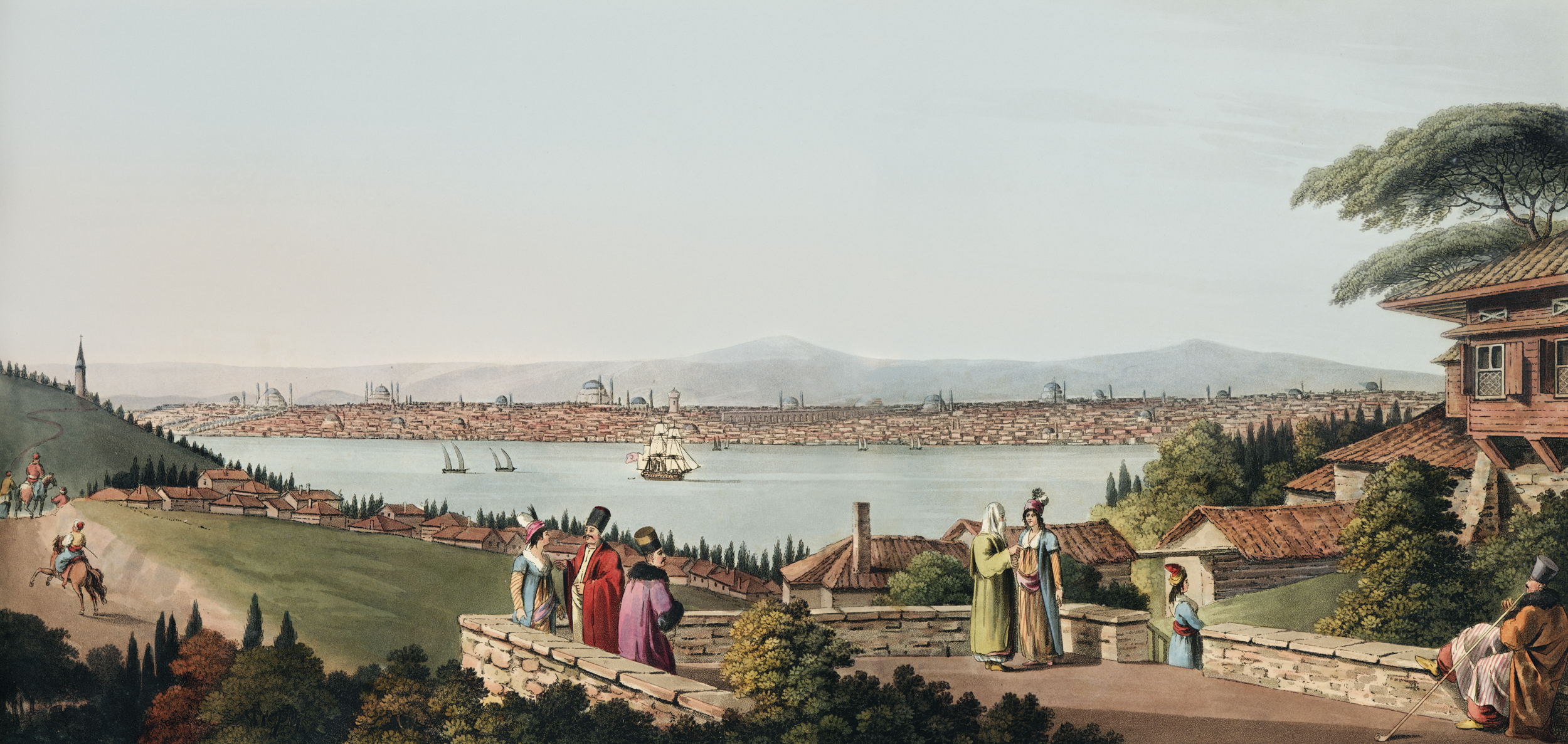

穆罕默德对创造他的新首都具有极大的个人兴趣。他下令在圣使徒教堂的东罗马皇帝墓地上，建造大清真寺和法蒂赫学院。一点一点地，这个伟大的基督教城市被改造成一个伟大的穆斯林城市。即便如此，这座城市还不完全是穆斯林的，那至少要到20世纪后期。掌握各种技能的斯拉夫人、希腊人、犹太人和亚美尼亚人，获准在该市得到庇护容身。根据1477年的人口普查，有9 486所房屋属于穆斯林，3,743所房屋属于希腊人，1,647所房屋属于犹太人，267所房屋属于克里米亚基督徒，31 所房屋属于吉普赛人。穆罕默德还重新确立君士坦丁堡作为东正教牧首的中心。

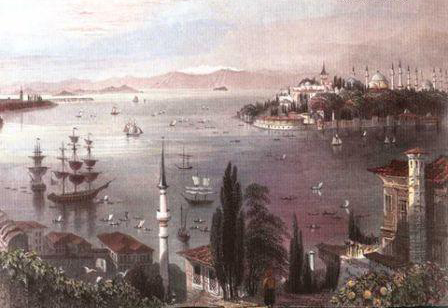

在加拉达石塔地区还有一个意大利社区。他们在城市陷落前就投降了，穆罕默德允许他们保留自治。几代人之后，他们为奥斯曼宫廷提供口译和外交官。在1517年征服埃及之后， 苏丹接受哈里发的职位，君士坦丁堡在穆斯林眼中获得了额外的重要性。由苏莱曼大帝和他的继任者建造的清真寺，使这座城市拥有保留至今的独特风貌。然而，各个社区仍然各自生活在自足的地区，几乎没有社会交往的渠道，这是未来麻烦的源头。
直到十八世纪，生活水平至少相当于欧洲大部分地区。例如，在十六至十八世纪，该市工匠的工资水平与南欧和中欧相似。

### 基础
大巴扎（1455年）和托普卡皮宫（1459年）是在土耳其征服后建造的。宗教基金会受托资助建造清真寺，如法提赫清真寺（1463年），以及附设的学校和公共浴场。该市不得不兼用强迫和鼓励的方法，来增加人口。

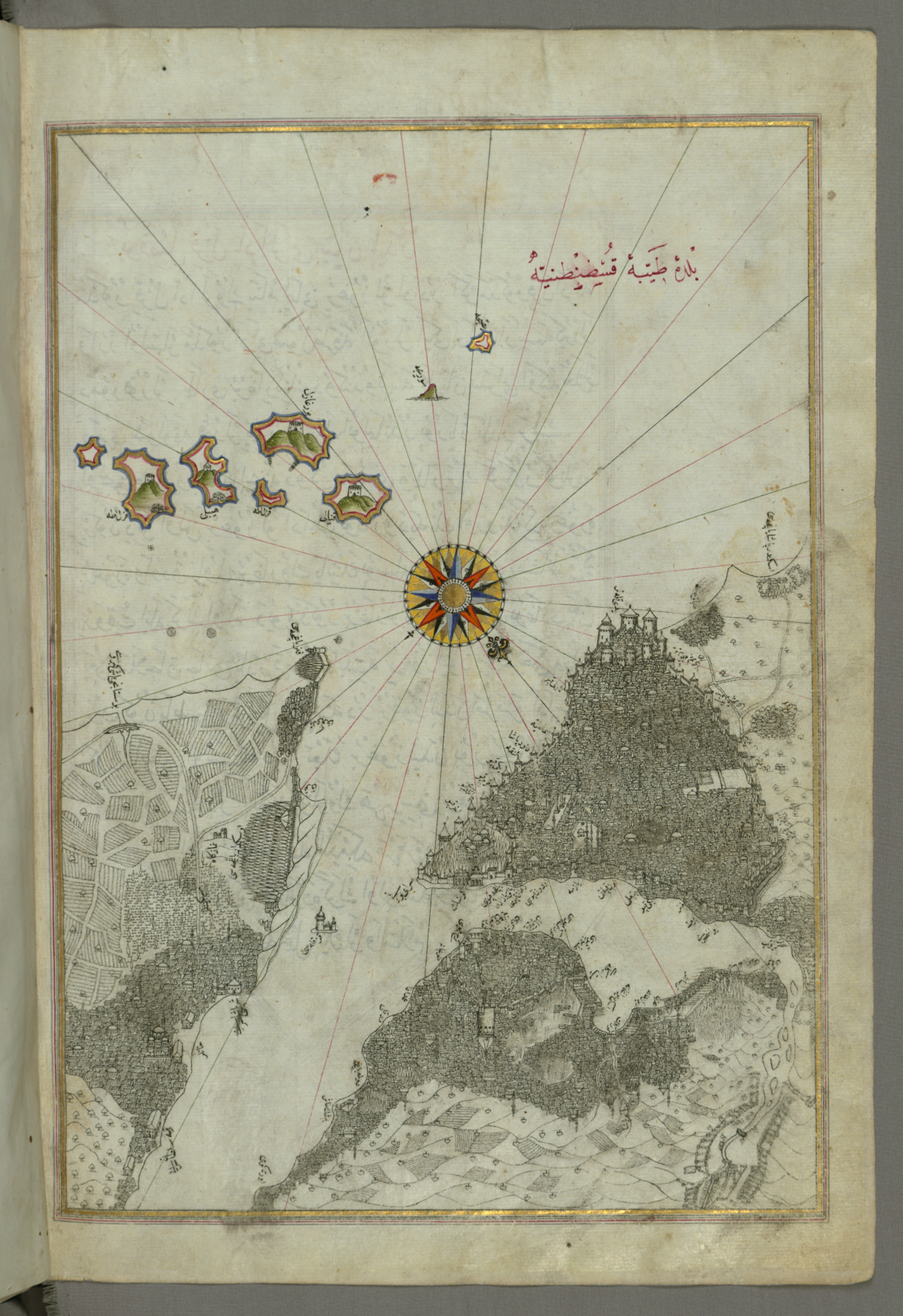

苏莱曼的统治是一个艺术和建筑成就伟大的时代。建筑师希南在该市设计了许多清真寺和其他伟大的建筑，而奥斯曼陶艺和书法艺术也很繁荣。
蘇非主義在伊斯兰世界相当普遍，有许多信徒积极参与了对这座城市的征服，来到首都定居。在奥斯曼帝国时期，仅该市就有100多个机构。其中许多存在至今，有些以清真寺的形式，而另一些作为博物馆，如法蒂赫的塞拉希寺、桑布尔·埃芬迪寺、和拉马赞·埃芬迪清真寺，贝伊奥卢的加拉塔·梅夫列维哈内西寺、贝西克塔什的叶海亚·埃芬迪寺，以及卡德柯伊的拜克塔什教團寺，现在是阿列维派穆斯林的聚会所。

### 现代化
随着岁月的过去，人口从穆罕默德死时的约8万人，增加到18世纪的30万人，1800年的40万人。作为横跨欧洲、亚洲和非洲的帝国的首都，它也成为一个重要的外交中心，拥有数个外国大使馆。直到1922年第二次希土战争之后，事情才真正开始改变。
从19世纪70年代开始，这座城市就现代化了，修建了桥梁、供水系统，使用电灯，并引进了电车和电话。

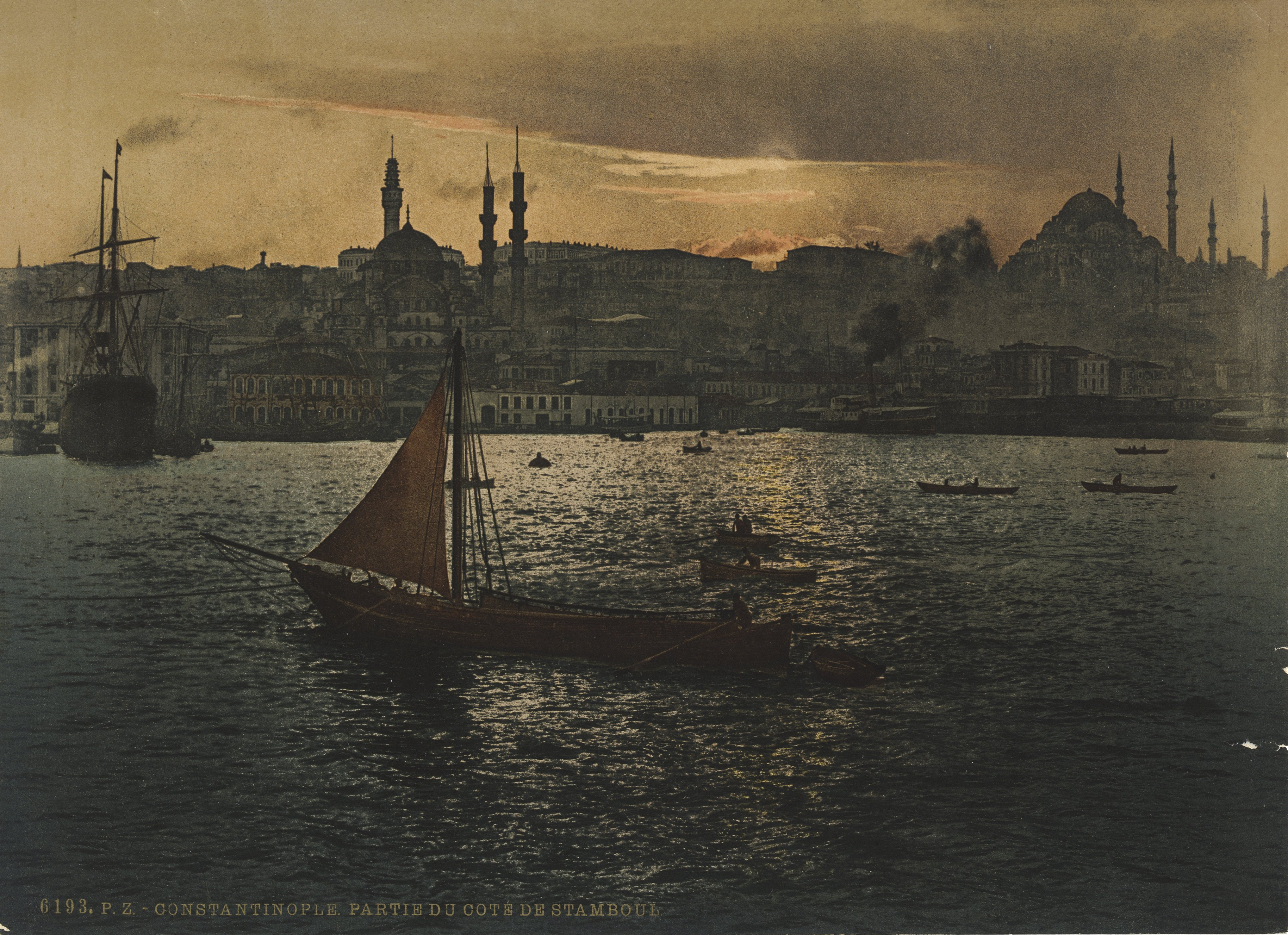
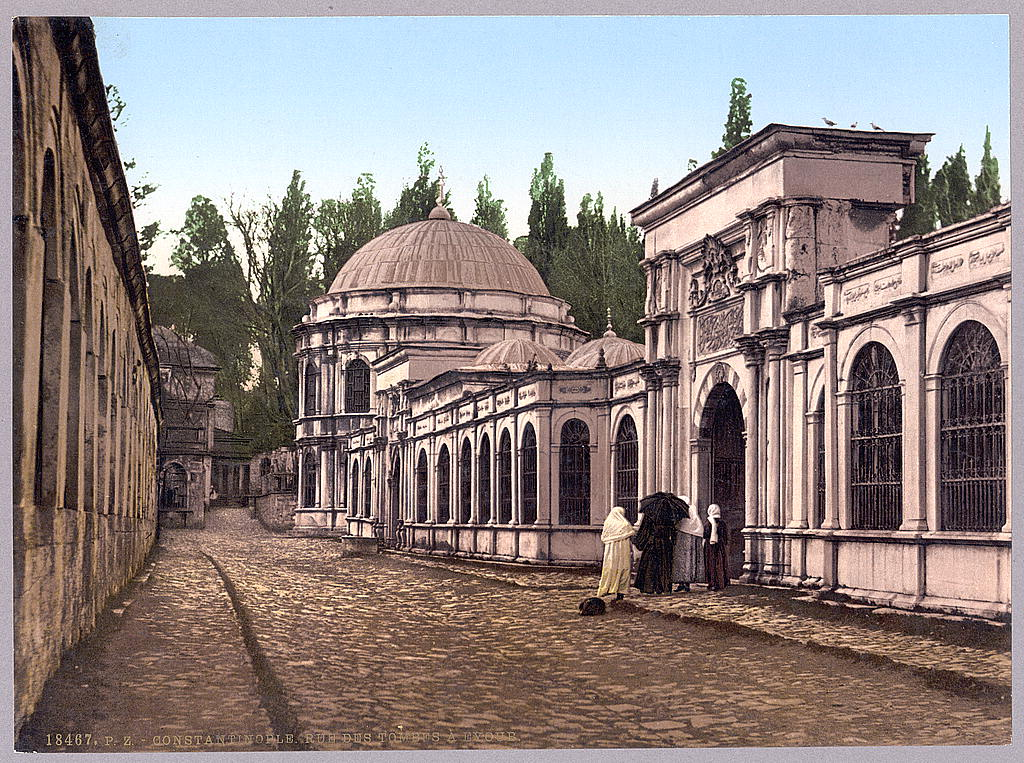
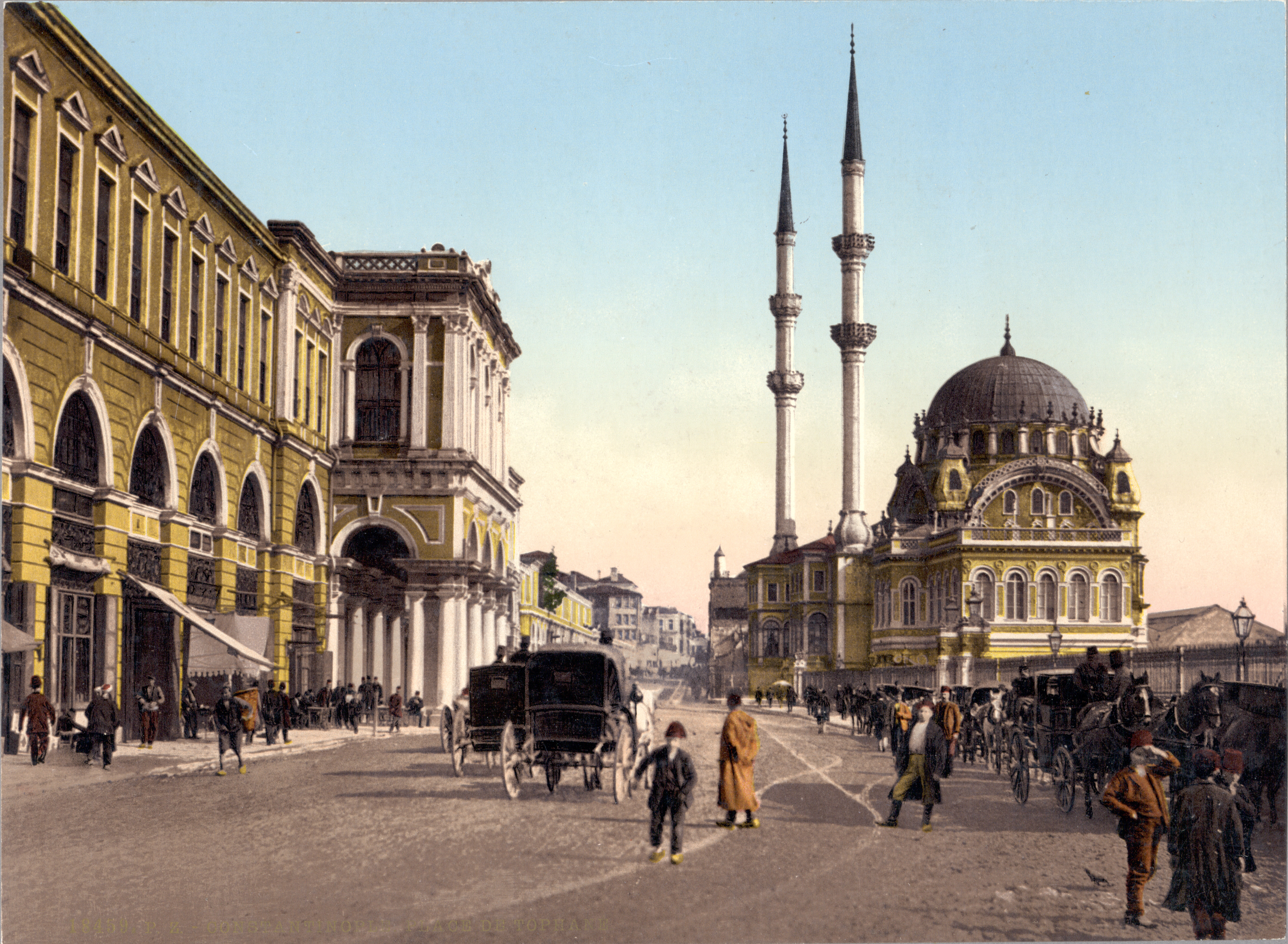

## 土耳其共和国

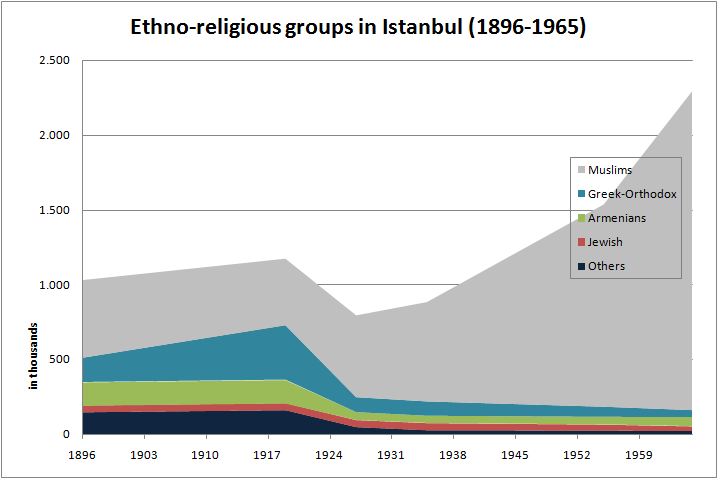
伊斯坦布尔的民族宗教团体（1896-1965年）：1896年，这是一个多元文化的城市，人口中50.5%为穆斯林，在1925年后变成了一个以穆斯林为主的城市。

第一次世界大战后，穆兹罗斯停战协定规定君士坦丁堡将由盟军占领。1918年11月13日，盟军开始占领君士坦丁堡， 1923年10月4日结束。
1923年10月29日，穆斯塔法·凯末尔·阿塔图尔克领导的土耳其共和国 成立时，首都从君士坦丁堡迁往安哥拉，改名为安卡拉。结果，人口从1914年的1，125，000人暴跌至1924年的约500，000人；但人口在20世纪后期稳步增长，2000年大都市人口超过1000万。
这个城市目前的名称“伊斯坦布尔”是中世纪希腊语短语"εἰς τὴν Πόλιν" [is tin ˈpolin]土耳其版本的缩写, 意思是"进城"，早已是当地人使用的俗称。国际名称君士坦丁堡继续使用，直到1928年土耳其采用拉丁字母，并敦促其他国家在语言和邮政服务网络中使用该市的土耳其名称。1929年，劳合社被告知，电报现在必须发到伊斯坦布尔, 但《泰晤士报》说，邮件仍然可以送到君士坦丁堡。 然而，《纽约时报》说，那一年，寄到"君士坦丁堡"的邮件可能不再送达。1929年，土耳其民族主义者主张在英语中使用伊斯坦布尔，而不是君士坦丁堡。1930年5月，美国国务院开始使用"伊斯坦布尔"。
随着建立在民族主义浪潮之上的新的土耳其共和国的建立，大部分希腊和亚美尼亚人从伊斯坦布尔大量外流，那里已不再是首都。在1955年伊斯坦布尔大屠杀之后，剩下的部分也离开了。
在共和国的早期，全力发展新首都安卡拉，伊斯坦布尔遭到忽视。然而，从1940年代末和1950年代初开始，伊斯坦布尔经历了巨大的建筑变革，新的公共广场（如塔克西姆广场)和林荫大道遍布全市；有时要以拆除许多历史建筑为代价。 
1955年9月，许多希腊人企业在伊斯坦布尔大屠杀期间被摧毁。这加速了希腊人从该市和土耳其的离开。犹太人、亚美尼亚人和格鲁吉亚人也成为袭击目标。
从20世纪70年代开始，伊斯坦布尔的人口开始迅速增加，因为人们从安纳托利亚移居到这个庞大的大都市，以便在郊区建造的许多新工厂找到工作。该市人口的突然急剧上升，导致对住房开发的需求很大，许多以前偏远的村庄和森林，都被融入伊斯坦布尔的大大都市区。
2013 年，塔克西姆广场是2013年土耳其反政府抗议运动的中心，抗议者的诉求颇为广泛，其核心是新闻自由、言论、集会、和政府侵犯土耳其的世俗主义。

## 延伸阅读
- Boyar, Ebru; Fleet, Kate. A Social History of Ottoman Istanbul (Cambridge University Press, 2010. 376 pp.) online review （页面存档备份，存于）
- Derviş, Pelin, Bülent Tanju, and Uğur Tanyeli, eds. Becoming Istanbul: An Encyclopedia (Istanbul: Ofset Yapımevi, 2008)
- Freely, John. Istanbul: The Imperial City (Penguin, 1998). Popular history
- Göktürk, Deniz, Levent Soysal, and İpek Türeli, eds. Orienting Istanbul: Cultural Capital of Europe? (Routledge, 2010)
- Hofmann, Anna; Öncü, Ayşe (eds.): "History takes Place - Istanbul, Dynamics of Urban Change", JOVIS Verlag Berlin 2015, ISBN 978-3-86859-368-6
- Inalcik, Halil; Quataert, Donald. An Economic and Social History of the Ottoman Empire, 1300-1914.
- Kafadar, Cemal. Between Two Worlds: the Construction of the Ottoman State.
- Kafescioğlu, Çiğdem. Constantinopolis/Istanbul: Cultural Encounter, Imperial Vision, and the Construction of the Ottoman Capital (Pennsylvania State University Press, 2009) 295 pp. online review （页面存档备份，存于）
- Keyder, Çağlar ed. Istanbul between the global and the local (Rowman & Littlefied Publishers, 1999).
- Mansel, Philip. Istanbul: City of the World's Desire, 1453-1924 (London: John Murray, 1995); Popular history
- Mills, Amy Streets of Memory: Landscape, Tolerance, and National Identity in Istanbul (University of Georgia Press, 2010)  248 pp. online review （页面存档备份，存于）
- Zürchner, E. J.. Turkey a Modern History